# Miss Peregrine's Home for Peculiar Children (película)
Miss Peregrine's Home for Peculiar Children (conocida como El hogar de Miss Peregrine para niños peculiares en España y Miss Peregrine y los niños peculiares en Hispanoamérica) es una película estadounidense de aventuras y fantasía dirigida por Tim Burton y escrita por Jane Goldman, basada en la novela homónima de Ransom Riggs. Está protagonizada por Eva Green, Asa Butterfield, Ella Purnell, Chris O'Dowd, Allison Janney, Terence Stamp, Kim Dickens, Rupert Everett, Judi Dench y Samuel L. Jackson. El rodaje comenzó en febrero de 2015, en Londres y en el área de la Bahía de Tampa, en Estados Unidos. Se estrenó el 30 de septiembre de 2016 en Estados Unidos.

## Sinopsis
Un muchacho de 16 años llamado Jacob Portman llega, gracias a su abuelo, a una misteriosa isla. Allí, en "El hogar de Miss Peregrine para niños peculiares", ayuda a un grupo de niños huérfanos con distintas habilidades y características.

## Reparto
- Asa Butterfield como Jacob "Jake" Portman: un joven inseguro y nieto de Abe que busca respuestas con Miss Peregrine después de que su abuelo muriera misteriosamente.
- Eva Green como Miss Alma Lefay Peregrine: encargada del hogar de niños peculiares en Gales. Puede convertirse en halcón peregrino y manipula el tiempo.
- Samuel L. Jackson como Barron/The Wight: ambicioso líder de una peligrosa organización que busca la inmortalidad.
- Ella Purnell como Emma Bloom: una muchacha jovial. Su tutora es Miss Peregrine. Se enamora de Abe y después de su nieto. Es ligera y controla el aire.
- Chris O'Dowd como Franklin Portman: padre de Jake, frustrado escritor sobre aves.[4]
- Lauren McCrostie como Olive Abroholos Elephanta: otra de las niñas del hogar de Miss Peregrine. Tiene fuego en sus manos y usa guantes de caucho.[5]
- Terence Stamp como Abraham Portman: Abuelo de Jacob. Es un veterano de guerra muy amigo de Miss Peregrine.
- Kim Dickens como la madre de Jacob.
- Finlay MacMillan como Enoch O'Connor:[5]El joven amargado y posesivo, pareja de Olive.
- Allison Janney como Dr. Golan:[6]Psiquiatra de Jake.
- Rupert Everett como el ornitólogo.
- Judi Dench como Miss Avocet: Una de las imbrint.
- Pixie Davies como Bronwyn Buntley:[5]Una niña de no más de doce años que también esta al cuidado de Peregrine. Tiene superfuerza.
- Georgia Pemberton como Fiona Frauenfeld.[5]
- Milo Parker como Hugh Apiston.[5]
- Raffiella Chapman como Claire Densmore.[5]
- Cameron King como Millard Nullings.[5]
- Hayden Keeler-Stone como Horace Somusson.[5]
- Louis Davison como Victor Buntley.[5]
- Thomas y Joseph Odwell como los gemelos.

## Producción
20th Century Fox adquirió los derechos cinematográficos de la novela El hogar de Miss Peregrine para niños peculiares, de Ransom Riggs, el 17 de mayo de 2011. Peter Chernin, Dylan Clark y Jenno Topping, de Chernin Entertainment, se encargarían de la producción. El 15 de noviembre de ese mismo año, Deadline.com informó que Tim Burton estaba en conversaciones para dirigir la película y que participaría de la elección del escritor que adaptase la novela. El 2 de diciembre, Jane Goldman fue contratada para escribir el guion, pero Burton aún no había sido oficialmente confirmado.

### Casting
El 28 de julio de 2014, Eva Green fue elegida para interpretar a Miss Peregrine. El 24 de septiembre, se informó que Burton quería a Asa Butterfield como protagonista, pero al actor todavía no le habían ofrecido el papel. El 5 de noviembre, se publicó que Ella Purnell estaba en negociaciones finales para unirse a la película y que a Butterfield se le había ofrecido el protagónico masculino. El 6 de febrero de 2015, se anunció que Samuel L. Jackson interpretaría a Barron y que Butterfield había sido confirmado para el papel principal. El 12 de marzo de 2015, se anunció que Terence Stamp, Chris O'Dowd, Rupert Everett, Kim Dickens y Judi Dench también integrarían el elenco.

### Rodaje
El comienzo del rodaje estaba programado para agosto de 2014 en Londres. El 17 de febrero de 2015, Tampa Bay Times publicó que se estaban rodando algunas escenas en esa ciudad. La fotografía principal comenzó el 24 de febrero de 2015 en el área de la Bahía de Tampa, en Florida. El rodaje se desarrolló durante dos semanas en los condados de Hillsborough y Pinellas. Es la segunda película de Tim Burton que se rodó en el área de la Bahía de Tampa, la primera fue Edward Scissorhands, en 1989. Más tarde la filmación se trasladó a Cornwall y Blackpool, en Reino Unido, y a Bélgica.

## Estreno
El estreno de El hogar de Miss Peregrine para niños peculiares estaba originalmente programado para el 31 de julio de 2015. Sin embargo, en agosto de 2014, se postergó al 4 de marzo de 2016 porque, como el comienzo de la producción se había fijado para febrero de 2015, sería difícil poder cumplir con la fecha de estreno inicial. Finalmente se eligió el 30 de septiembre de 2016.